# Peter Schellenberg

Peter Schellenberg (1992)

Peter Schellenberg (* 15. März 1940 in Zürich; † 15. April 2021) war ein Schweizer Journalist. Von 1988 bis 2003 war er Direktor des Schweizer Fernsehens.

## Leben
Schellenberg machte eine kaufmännische Berufslehre. Er begann seine Arbeit beim Schweizer Fernsehen 1964 als Redaktor und Moderator. Daneben war er als Dozent an der Journalistenschule St. Gallen tätig. 
Als Fernsehdirektor setzte er mit Sendungen wie 10vor10 auf Infotainment. Livesendungen oder eigenproduzierte Soaps brachten die notwendige Publikumsnähe, um im Kampf gegen die Privatsender zu bestehen. Zuschauerquoten wurden zum Entscheidkriterium der meisten Sendungen. Schellenberg führte unter anderem den TV-Infokanal ein und setzte auf Eigenproduktionen wie Viktors Programm und Lüthi und Blanc. Auch die Sendung Sternstunde Philosophie wurde in seiner Amtszeit ins Leben gerufen. Eine tiefgreifende Strukturreform brachte 1992 mehr unternehmerischen Handlungsspielraum. 
2002 wurde er im Zusammenhang mit der Entlassung des Chefredaktors Filippo Leutenegger für seinen Führungsstil kritisiert. Schellenbergs Nachfolgerin wurde Ingrid Deltenre.
Nach seiner Pensionierung Ende März 2004 moderierte er für Radio Munot eine zweiwöchentliche Jazz-Sendung. Ab Herbst 2008 zeichnete er beim Basler Regionalfernsehsender Telebasel für die Qualitätssicherung verantwortlich.
Peter Schellenberg war verheiratet und hatte zwei Söhne. Er lebte in Zürich und Marseille.